# Smilovice (Moravia-Slesia)
 (in polacco: , in tedesco: Smilowitz) è un villaggio del Distretto di Frýdek-Místek, nella Regione di Moravia-Slesia, in Repubblica Ceca, sul fiume Ropičanka.
Conta una popolazione di 581 persone (secondo il censimento del 2001), e i polacchi costituiscono il 26,4% della popolazione. Sorge nella regione storica della Slesia di Cieszyn (Teschen), ed è il luogo di origine dell'ex Primo ministro della Polonia Jerzy Buzek.
Dal 1938 al 1939 fu parte della Seconda Repubblica di Polonia, in quanto territorio di Zaolzie. Dal 1939 al 1945 fu parte del Landkreis di Teschen, nella provincia della Slesia, all'interno della Germania nazista.
Il festival cristiano XcamP si svolge a Smilovice ogni anno a luglio.